# Théophile Bigrel
Théophile Bigrel est un homme politique français né le 9 mai 1802 à Loudéac (Côtes-du-Nord) et mort le 20 novembre 1861 à Loudéac.

## Biographie
Sous-préfet de Loudéac de 1830 à 1836, puis sous-préfet d'Argentan, il est révoqué par le gouvernement provisoire de 1848. Il est élu député des Côtes-du-Nord en 1849 et siège sur les bancs monarchistes. Il se rallie à l'Empire et est réélu député en 1852. Il démissionne dès la fin de l'année, pour devenir receveur des finances à Loudéac, poste incompatible avec celui de député. Il est le père de Théophile Hyacinthe Bigrel, contre-amiral.

## Sources
- « Théophile Bigrel », dans Adolphe Robert et Gaston Cougny, Dictionnaire des parlementaires français, Edgar Bourloton, 1889-1891 [détail de l’édition]